# Karvonen-Formel
Die Karvonen-Formel (nach Martti J. Karvonen) dient der Bestimmung der optimalen Herzfrequenz (HF) bei verschiedenen Formen des Ausdauertrainings bzw. unterschiedlich gut trainierten Teilnehmern.

## Herzfrequenz-Reserve nach Karvonen
Hierbei wird die sogenannte Herzfrequenz-Reserve als Differenz zwischen der maximalen Herzfrequenz (HFmax) und der Ruhe-Herzfrequenz HFRuhe (Ruhepuls, RP) als Kriterium herangezogen. Multipliziert mit einem vorgegebenen Prozentsatz, der sich an der Leistungsfähigkeit des Trainierenden orientiert, werden dieses Zwischenergebnis und die Ruhe-HF nun addiert:
HFtrain = HFRuhe + (HFmax − HFRuhe) x Faktor
Als Faktor wird angegeben:
- für intensives Ausdauertraining: 0,8
- für extensives Ausdauertraining: 0,6
- für Untrainierte: 0,5 (zum Beispiel für Patienten in einem mäßigen Trainingszustand, die für eine pneumologische Rehabilitation vorgesehen sind)

Die Ruhe-HF soll dabei am Morgen unmittelbar nach dem Erwachen, die maximale HF mittels Ergometrie (Fahrrad oder Laufband) ermittelt werden.
Die maximale Herzfrequenz ist ein individueller Wert, der von Mensch zu Mensch stark variiert. Dieser absolute Wert ist durch verschiedene Faktoren bedingt. Er nimmt im Laufe des Älterwerdens ab.
Um die HFmax zu bestimmen, ist nach Edwards ein kontrollierter Ausbelastungstest notwendig, der in einem sportmedizinischen Zentrum durchgeführt werden kann. Ebenso ist es aber auch möglich, diesen Wert in Eigenregie beim Training selbst zu bestimmen. Hierbei warnt Edwards vor Überlastung. Der Test ist zudem abhängig von der Tagesform. Nur wenn alle Parameter optimal eingestellt sind, könne man an die eigenen Grenzen gehen und hierbei die HFmax mit hoher beziehungsweise ausreichender Genauigkeit feststellen.
Der Faktor gibt eine Intensität der Belastung an, ist jedoch nicht zu verwechseln mit der sog. Belastungszone (auch genannt Herzfrequenzzone). Diese meist in Prozent angegebene Zahl bezieht sich auf den gesamten Herzfrequenzbereich (beginnt meist mit der sog. Gesundheitszone bei 50 %, denn 0 % ist hier nicht möglich, da bereits der Ruhepuls positiv ist). Mathematisch ist die Karvonenformel eine sog. Konvexkombination aus Ruhepuls und max. Herzfrequenz, d. h. ein Faktor von 0 % entspricht genau dem Ruhepuls, 100 % entspricht dem Maximalpuls. Deswegen wird die Differenz (HFmax − HFRuhe) oft auch als Herzfrequenzreserve (HFR) bezeichnet.